# ノリスタウン (ペンシルベニア州)
ノリスタウン（英: Norristown）は、アメリカ合衆国ペンシルベニア州の町（ボロ）。モンゴメリー郡の郡庁所在地である。人口は3万5748人（2020年）。スクーカル川沿いにあり、フィラデルフィア市境からは10kmの位置にある。

## 歴史
現在ノリスタウンとなっている地域は当初、1704年にウィリアム・ペンから土地を購入したアイザック・ノリスの一家が所有していた。

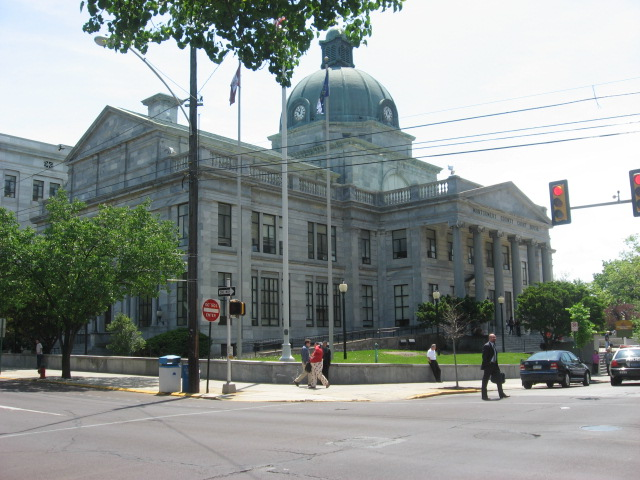
モンゴメリー郡庁舎

1784年、モンゴメリー郡が形成されたときに郡庁所在地に指名され、1812年にボロとして法人化され、その後1853年には拡大された。法人化の当時は人口約500人だった。南北戦争後に急速に発展し、1900年で22,265人、1940年で38,181人となっていた。第二次世界大戦後の10年間に人口が減少するまで、ペンシルベニア州では最も人口の多いボロだった。
ノリスタウンはその最盛期に、工業、小売業、金融業の中心であり、政治でも中心だった。ビール醸造やタバコの工場、繊維工場、アイスハウス、鋳造場、圧延場、木材置場があり、熟練労働者や職工を豊富に雇うことができた。中心街には百貨店が2軒、幾つかの劇場があり、住民は必要と考えるものやサービスを得るために町を離れる必要はなかった。主にイングランド人が入植し、ほかに一握りのドイツ人、スコットランド人、オランダ人、スウェーデン人が入っていたが、1800年代半ばにアイルランド人が大勢で到着し始め、その後世紀の変わり目にはイタリア人の波が続いた。
近くでキング・オブ・プルシアとプリマス・ミーティングに新しいモールが開店すると、中心街は第二次世界大戦後の10年間で衰退した。工業がその後を追い、多くの会社が閉鎖あるいは郡内の新しい工業団地に移転した。中心街を再活性化し再形成する動きが21世紀に入って結果を残しつつある。

## 地理
ノリスタウンは北緯40度7分12秒 西経75度20分30秒 / 北緯40.12000度 西経75.34167度 (40.1198837, -75.3417012)に位置している。ペンシルベニア州では南東部にあり、フィラデルフィア市の北西約6マイル (10 km) にある。領域は3.519平方マイル (9.1 km2) あり、スクーカル川に沿っている。ストーニークリークとソーミル・ランが市域を3分し、直接スクーカル川に注いでいる。町の地形は概して丘陵であり、中心街は3つの水路に囲まれる台地にあり、そこに近い部分は丘陵である。
町の中にウェストエンド、イーストエンド、ノースエンドおよび中心街と呼ぶ4つの地区がある。
周辺はウェストノリトン、イーストノリトン、プリマス・タウンシップ、ブリッジポート・ボロに囲まれている。

## 人口動態
以下は2010年国勢調査による人口統計データである。
| 基礎データ - 人口: 34,324 人（2000年から9.7%成長） - 世帯数: 11,963 世帯 - 家族数: 7,498 家族 - 人口密度: 3,766.0人/km2（9,753.9 人/mi2） - 住居数: 13,420 軒 - 住居密度: 1,472.4 軒/km2（3,813.5 軒/mi2） 人種別人口構成 - 白人: 40.9% - アフリカン・アメリカン: 35.9% - ネイティブ・アメリカン: 0.4% - アジア人: 2.1% - 太平洋諸島系: 0.1% - 混血: 4.6% - ヒスパニック・ラテン系: 28.3%（2000年の3倍） 年齢別人口構成 - 18歳未満: 26.2% - 18-44歳: 43.5% - 45-64歳: 21.2% - 65歳以上: 9.1% - 年齢の中央値: 31歳 | 世帯と家族（対世帯数） - 家族世帯: 62.7% - 非家族世帯: 37.3% （以下は対家族数） - 18歳未満の子供がいる: 58.2% - 結婚・同居している夫婦: 51.0% - 未婚・離婚・死別女性が世帯主: 36.6% - 平均構成人数 - 世帯: 2.79人 - 家族: 3.41人 収入と家計(2012年アメリカン・コミュニティ・サーベイ） - 収入の中央値 - 世帯: 42,764米ドル - 家族: 79,744米ドル - 性別 - 男性: 34,214米ドル - 女性: 34,086米ドル - 人口1人あたり収入: 21,204米ドル - 貧困線以下 - 対人口: 19.3% - 対家族数: 17.3% - 18歳未満: 28.3% - 65歳以上: 11.8% |

25歳以上の人口の約76.0%が高卒以上、16.7%が大卒以上である。

## 経済

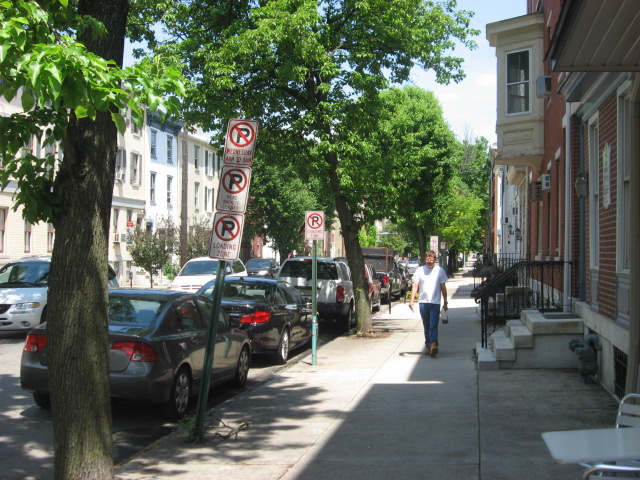
スウィード通り弁護士事務所

ノリスタウンの経済は、政府、医療、法律、社会サービスの分野の施設を基盤にしている。モンゴメリー郡政府はノリスタウン最大の雇用主である。その他大手雇用主として、ペンシルベニア州環境保護省、モンゴメリー郡中間ユニット（教育管理機関）、USM（元アメリカ合衆国保守）、USルーフィング・コーポレーション、バートンパートナーズ建築士+プラナーズ、チャンドラー・バッツ、ノリスタウン地域教育学区がある。USMとUSルーフィングは本社を置いている。
これら大手雇用主に加えて、多くの小さな専門、製造、技術、物流の会社が運営され、また法律事務所や不動産会社もある。

## 政治と政府
ノリスタウンは1986年からホームルール自治体である。この年の住民投票で、マネジャー・行政委員会の政府形態と7人の委員による行政委員会を決める憲章を採択した。2004年の憲章を改正する住民投票で、首長職は廃止された。行政と監理の権限は行政委員会が指名した自治体マネジャーに委ねられている。
ノリスタウンはアメリカ合衆国下院議員の選挙でペンシルベニア州第13選挙区に属し、州議会下院では第70および第150選挙区に、同上院では第17選挙区に属している。
| 年     | 共和党      | 民主党      |
| ------ | ----------- | ----------- |
| 2012年 | 16.0% 1,749 | 83.0% 9,053 |
| 2008年 | 17.0% 2,042 | 82.3% 9,911 |
| 2004年 | 24.2% 2,611 | 75.3% 8,147 |
| 2000年 | 24.6% 2,066 | 73.0% 6,124 |

## 交通

### 幹線道
ノリスタウンはフィラデルフィア都市圏の主要道数本が交差する場所にある。メインストリート（町外ではリッジパイクとも呼ばれる）とエアリー通りが中心街を東西に抜ける通りであり、最後はプリマス・ミーティングでそれぞれ州間高速道路476号線（ブルー・ルート）とペンシルベニア・ターンパイク（州間高速道路276号線）のインターチェンジに至る。アメリカ国道202号線は町を南北に通る幹線道であり、北東のドイルズタウン（バックス郡）や西のウェストチェスター・ボロ（チェスター郡）といった隣接郡の郡庁所在地を繋いでいる。アメリカ国道202号線は町の中で分割され、デカルブ通りがアメリカ国道202号線北、マークリー通りがアメリカ国道202号線南と表示されている。

### 公共交通機関
ノリスタウンはフィラデルフィアの郊外部では最大の多種交通ハブとなっている。多くの鉄道、バス路線、多目的小道があり、ノリスタウン交通センターの駐車場もある。南東ペンシルベニア交通局がバス路線を8本、ライトレールの路線を1本（ノリスタウン高速線）、地域鉄道線1本（マナヤンク/ノリスタウン線）を交通センターから運行している。
マナヤンク/ノリスタウン線の駅は町内に3つある。1つは交通センター駅であり、メインストリートとエルム通りにも駅がある。

### その他の交通

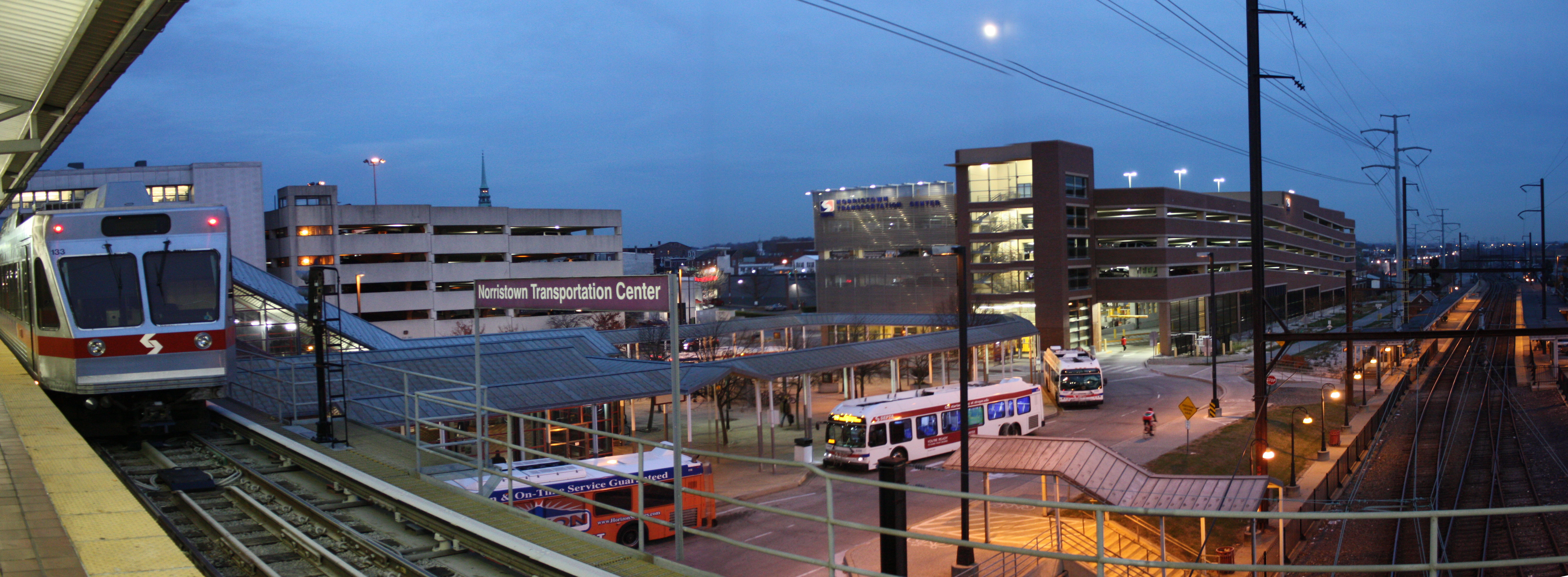
ノリスタウン交通センター

ノリスタウン交通センターには、南東ペンシルベニア交通局通勤者用の522台分の駐車スペースがあり、ビーバー・ツアーウェイズ、グレイハウンド、マーツ・トレイルウェイズが、週7日運行する都市間バスターミナルもある。タクシー会社7社と民間シャトルバス会社も利用している。スクーカル川トレイルはフィラデルフィアからフェニックスビルを結びノリスタウンの中心街を通っているが、交通センターにも接続している。チェスターバレー・トレイルも2010年代末までに交通センターと結ばれる予定である。

## メディア
「ノリスタウン・タイムズ・ヘラルド」が町内の日刊紙であり、週7日発行され、モンゴメリー郡の大半をカバーしている。1799年6月15日に創刊され、現在は21世紀メディア社が所有している。新聞社の事務所が町内にある。

## 文化
ノリスタウンでは歴史ある映画館や演芸館が無くなったが、演芸劇場2館（モンゴメリー郡文化センターとシアター・ホライズン）と、プロの劇団4団体（センターシアター、アイアンエイジ・シアター、シアター・ホライズン、ニュー・カバーン・プロダクションズ）がある。全てはフィラデルフィア都市圏の劇場同盟とフィラデルフィア都市圏文化同盟に属している。
これら劇場は、劇場、画廊、専門会社が集まっている中心街デカルブ通り300-500ブロックのノリスタウン・アーツヒルの中核となっている。
ノリスタウンのメインストリートには、韓国、日本、メキシコ、エチオピア、ベトナム、イタリアなど非常に多様な民族料理のレストランが並んでいる。

## 再活性化
ノリスタウンは最近数十年間で新しいオフィスビルが建てられあるいは古いものが改修されてきた。ワン・モンゴメリー・プラザは中心街の象徴となる10階建てのオフィスビルであり、1970年代初期に建設され、現在はモンゴメリー郡が所有している。

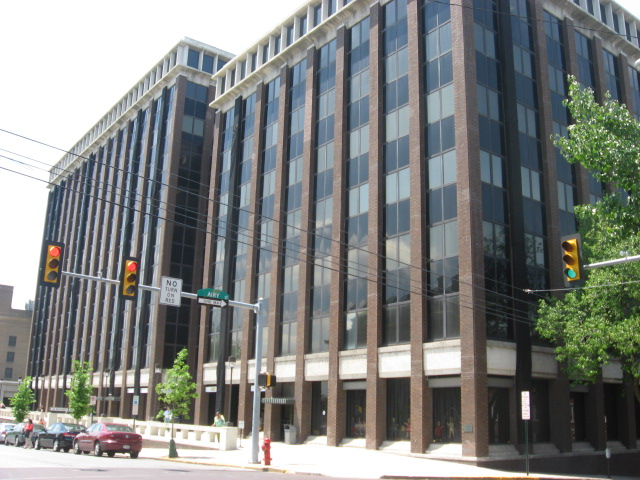
ワン・モンゴメリー・プラザ・オフィスビル

モンゴメリー郡中間ユニットビルと環境保護省ビルという中層の新しいオフィスビル2棟が1990年代と2000年代初期に建設された。2009年、歴史ある元ベル電話ビルが完璧に改修されてオフィスビルとなり、また同年にUSルーフィング社がメインストリート東にあったコンテ・ルナのパスタ工場を改修して、同社の工場にした。ノースエンドのスチューディオ・センターというショッピングセンターにあった元シアーズのビルも現代的オフィスとして改装された。
2000年代初期以来、レガッタ・アパートメンツ、リッテンハウスの複合住宅、多くの新しいタウンハウスがイーストエンドの住宅ブームに貢献して来た。
中心街の新しい駐車場2つは2000年代後期に建設された。1つはメインストリートとチェリー通りのビジター用であり、もう1つはラファイエット通り沿い、南東ペンシルベニア交通局のノリスタウン交通センターにある。中心街と地区の景観改善プロジェクトが完成し、メインストリート、デカルブ通り、パウェル通り沿いに新しい街灯、街路樹、縁石、側道が施された。
ラファイエット通り拡張計画は、モンゴメリー郡、ペンシルベニア州交通省、連邦政府ハイウェイ管理局が6,000万ドルを掛けて、ラファイエット通りを広げ、東のリッジ・パイクとコンショホッケンまで伸ばし、最終的にペンシルベニア・ターンパイク（州間高速道路276号線）やアメリカ国道202号線ダンハウワー橋まで接続することで、ハイウェイの悪説と中心街への乗り入れを改善するものである。

## 見どころ

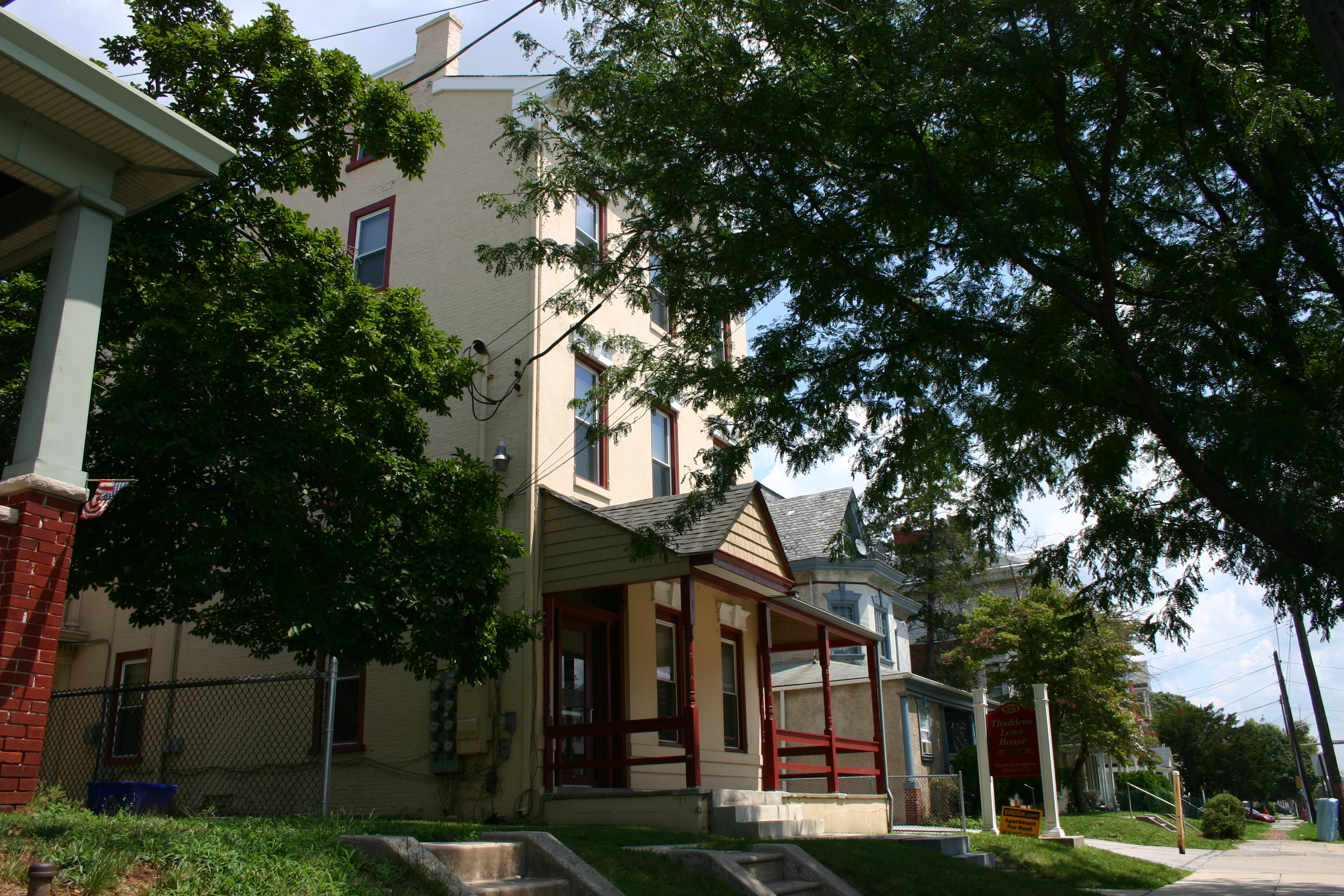
タデウス・ロー邸

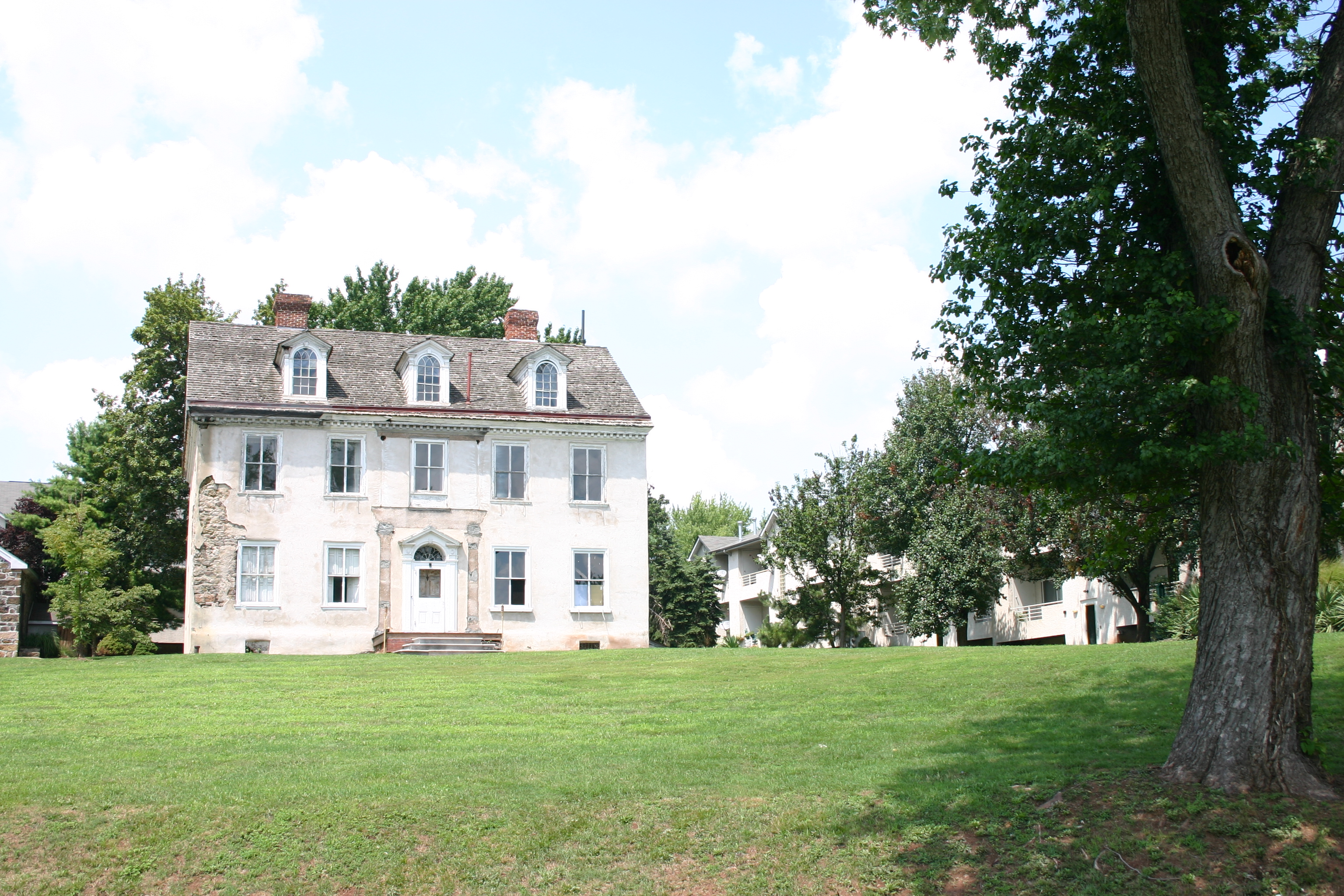
セルマ邸宅

- エルムウッド・パーク動物園
- 第一長老派教会
- ハンコック広場
- モンゴメリー郡庁舎
- モンゴメリー郡歴史協会
- ノリスタウン・アーツヒル
- ノリスタウン・ファームパーク
- ノリスタウン州立病院
- ノリスタウン交通センター
- 旧郡立刑務所
- リバーサイド墓地
- スクーカル川トレイル
- Sセントジョンズ・エピスコパル教会
- セルマ邸宅
- タデウス・ロー邸
- アメリカ合衆国郵便局

## 著名な出身者
- マリア・ベロ、女優
- ピーター・ボイル、俳優、（出演作は『HEY!レイモンド』、『ヤング・フランケンシュタイン』など）
- ウィンフィールド・スコット・ハンコック、ゲティスバーグの戦いの野戦指揮官、1880年の大統領候補
- ジョン・ハートランフト、ペンシルベニア州知事（1873年–1879年）
- トミー・ラソーダ、メジャーリーグベースボール選手（ブルックリン・ドジャース他）、監督（ロサンゼルス・ドジャース）、アメリカ野球殿堂入り
- タデウス・ロー、南北戦争時の気球技術者、科学者、発明家
- ジャコ・パストリアス、ミュージシャン
- マイク・ピアッツァ、メジャーリーグベースボール選手、ロサンゼルス・ドジャース他
- ブラザーズ・クエイ（スティーブンとティモシー）、映像作家、ストップモーション・アニメーター
- リサ・レイモンド、女子テニス協会所属プロテニス選手
- ジミー・スミス、ジャズ・ミュージシャン
- アート・スピーゲルマン、漫画家、編集者

## 大衆文化の中で
- 作家ジェリー・スピネリの著作『Maniac Magee』、スピネリが生まれたノリスタウンを映した架空の町ツーミルズが舞台である[21]
- 作家アリス・シーボルドの小説『ラブリー・ボーン』、ノリスタウンを舞台にしている
- 作家エリク・ラーソンによるノンフィクション『The Devil in the White City』